# Бобовый пирог
Бобовый пирог — сладкий заварной пирог, начинка которого состоит из пюре из бобов, обычно из фасоли, сахара, яиц, молока, масла и специй. Общие специи и ароматизаторы включают ваниль, корицу и мускатный орех. Вариации могут включать гвоздику, имбирь, специи для тыквенного пирога и экстракт лимона.
Пироги с фасолью обычно ассоциируются с кухней афроамериканских мусульман, за исключением тех, которые содержат экстракт ванили или имитацию экстракта ванили, поскольку они содержат алкоголь. Пироги также связаны с движением «Нация ислама» и Элайджей Мухаммедом, который поощрял их.

## История
Члены сообщества обычно продают пироги с фасолью в рамках своих усилий по сбору средств . Пирог с фасолью якобы был представлен основателем «Нации ислама» Уоллесом Фардом Мухаммедом, который был ресторатором в 1910-х и 1920-х годах до основания «Нации ислама» в начале 1930-х годов.